# Алиев, Назим
Нази́м Али́ев (азерб. Nazim Əliyev; род. 5 апреля 1963, Баку, Азербайджанская ССР, СССР) — азербайджанский футболист, нападающий. Вошёл в историю азербайджанского футбола, как футболист, четырежды становившийся лучшим бомбардиром азербайджанской премьер-лиги.
На данный момент является одним из тренеров национальной сборной страны.
Отец футболиста Эльгиза Керимли.

## Биография
В 1986 году играл за клуб 2-й лиги чемпионата СССР по футболу «Гянджлик» на позиции нападающего. В 1987 перешёл в «Восход» (Сумгаит), где провел только один сезон.
В 1988 году зачислен в состав Нефтчи (Баку). В играх в высшей лиги на поле выходил, но провел 1 игру в Кубке СССР и 3 игры (забил 1 мяч) в Кубке Федерации футбола СССР. До середины лета играл в дубле «Нефтчи» (забил 1 мяч), после чего вернулся в «Хазар». В сумгаитской команде провел ещё 3 сезона в чемпионате СССР, а с 1992 года — в чемпионате Азербайджана.
В первом чемпионате Азербайджана стал лучшим бомбардиром лиги с 39 мячами. Это достижение является рекордом для чемпионатов Азербайджана.
В 1994—1995 играл за «Нефтчи» (Баку), где также был лучшим бомбардиром клуба. В 1996—1997 — в составе клуба «Карабах» (Агдам).
Сезон 1997/98 начинал в ФК «Сумгаит», в середине сезона перешёл в «Динамо» (Баку).
Является рекордсменом по количеству мячей, забитых в чемпионатах Азербайджана. За всю свою футбольную карьеру провёл в ворота противников 183 мяча. Четырежды — в 1992, 1995, 1996 и 1998 годах становился лучшим бомбардиром чемпионатов Азербайджана в Премьер-Лиге с 39, 27, 23 и 23 забитыми голами соответственно.
Провёл в составе сборной Азербайджана одну игру в 1993 году.
Завершил футбольную карьеру в 1999 году.
По окончании карьеры — на тренерской работе.
В сезоне 2003/04 работал помощником Шахина Диниева в агдамском «Карабахе». С лета 2004 возглавил столичный клуб Шафа. Однако по окончании первого круга «Шафа» приостановила своё выступление в национальном первенстве из-за финансовых проблем. Назим Алиев вместе с некоторыми футболистами распавшегося клуба перешёл в клуб «Адлия». На новом месте Алиев продержался всего чуть больше месяца. После поражения на своем поле столичному МОИК (0:6) в рамках 24-го тура главный тренер подал в отставку.
В 2006 году возглавил олимпийской сборную Азербайджана. Сборная участвовала в отборочном цикле чемпионата Европы 2007 года. Групповой этап команда пройти не смогла, но вышла в стыковые матчи, где соперником стала сборная Ирландии. В первом матче в Баку ирландцы выиграли 2:1, но УЕФА, из-за выхода на поле дисквалифицированного Вугара Надирова, засчитал хозяевам техническое поражение 0:3. В ответной игре сборная Ирландии выиграла со счётом 3:0. Истекший в мае 2006 года контракт с Алиевым, АФФА продлевать не стала.
С марта 2007 года стал помощником Арифа Асадова в молодёжной (U-19) сборной Азербайджана на период участия команды во втором квалификационном раунде чемпионата Европы 2008 года. Затем работал помощником Шахина Диниева в национальной сборной Азербайджана.
В первой половине 2009 года работал тренером в клубе «Олимпик-Шувалан», возглавляя при этом и команду дублёров.
Во второй половине 2009 года работал с молодёжью клуба «Терек» — сначала помощником Шахина Диниева, потом — Анзора Исмайлова.
С начала 2010 года возглавлял дубль «Нефтчи», в мае того же года подал в отставку из-за крупного поражения от «Карабаха» со счётом 1:6. С июня 2010 года — главный тренер детско-юношеской команды «Нефтчи».
В 2011 году стал в очередной раз помощником Шахина Диниева — теперь в иранском «Рах Ахане».

## Клубная карьера
| Клуб              | Сезон            | Чемпионат | Чемпионат | Кубок | Кубок | Еврокубки | Еврокубки | Прочие | Прочие | Всего | Всего |
| Клуб              | Сезон            | Матчи     | Голы      | Матчи | Голы  | Матчи     | Голы      | Матчи  | Голы   | Матчи | Голы  |
| ----------------- | ---------------- | --------- | --------- | ----- | ----- | --------- | --------- | ------ | ------ | ----- | ----- |
| Гянджлик (Баку)   | 1986             | 26        | 13        | -     | -     | -         | -         | -      | -      | 26    | 13    |
| Восход (Сумгаит)  | 1987             | 22        | 9         | -     | -     | -         | -         | -      | -      | 22    | 9     |
| Нефтчи (Баку)     | 1988             | 0         | 0         | 1     | 0     | -         | -         | 3      | 1      | 4     | 1     |
| Хазар (Сумгаит)   | 1988             | 11        | 2         | -     | -     | -         | -         | -      | -      | 11    | 2     |
| Хазар (Сумгаит)   | 1989             | 38        | 15        | -     | -     | -         | -         | -      | -      | 38    | 15    |
| Хазар (Сумгаит)   | 1990             | 32        | 30        | -     | -     | -         | -         | -      | -      | 32    | 30    |
| Хазар (Сумгаит)   | 1991             | 32        | 26        | -     | -     | -         | -         | -      | -      | 32    | 26    |
| Хазар (Сумгаит)   | 1992             | 33        | 39        | 1?    | 1?    | -         | -         | -      | -      | 34?   | 40?   |
| Хазар (Сумгаит)   | 1993             | 18        | 11        | 1?    | 1?    | -         | -         | -      | -      | 19?   | 12?   |
| Хазар (Сумгаит)   | 1993/94          | 29        | 24        | ?     | ?     | -         | -         | -      | -      | 29?   | 24?   |
| Хазар (Сумгаит)   | 1994/95          | 1         | 0         | ?     | ?     | -         | -         | -      | -      | 1?    | 0?    |
| Нефтчи (Баку)     | 1994/95          | 23        | 26        | ?     | 4?    | -         | -         | ?      | ?      | 23?   | 30?   |
| Нефтчи (Баку)     | 1995/96          | 14        | 16        | ?     | 2?    | 2         | 0         | -      | -      | 16?   | 18?   |
| Карабах (Агдам)   | 1995/96          | 15        | 6         | ?     | ?     | -         | -         | -      | -      | 15?   | 6?    |
| Карабах (Агдам)   | 1996/97          | 29        | 17        | ?     | ?     | 2         | 0         | -      | -      | 31?   | 17?   |
| Динамо (Баку)     | 1997/98          | 10        | 12        | ?     | ?     | -         | -         | -      | -      | 10?   | 12?   |
| Сумгаит           | 1997/98          | 13        | 11        | ?     | ?     | -         | -         | -      | -      | 13?   | 11?   |
| Динамо (Баку)     | 1998/99          | 31        | 13        | ?     | ?     | 2         | 1         | -      | -      | 33?   | 14?   |
| Химиячи (Сумгаит) | 1999/00          | 20        | 8         | ?     | ?     | -         | -         | -      | -      | 20?   | 8?    |
| Всего за карьеру  | Всего за карьеру | 397?      | 278?      | 3?    | 8?    | 6         | 1         | 3?     | 1?     | 409?  | 288?  |

- Прочие — Кубок Федерации Футбола СССР, Кубок Первой лиги, Суперкубок Азербайджана

## Достижения
- Чемпион Азербайджана (1): 1996 («Нефтчи»)
- Серебряный призёр чемпионата Азербайджана (3): 1992, 1993 (оба раза — «Хазар» Сумгаит), 1997 («Карабах» Агдам)
- Бронзовый призёр чемпионата Азербайджана (1): 1995 («Нефтчи»)
- Обладатель Кубка Азербайджана (2): 1994/95, 1995/96 («Нефтчи»)
- Рекордсмен чемпионата Азербайджана по количеству голов в одном сезоне: 39 голов